# 爱丁堡大学历史、古典与考古学院
爱丁堡大学历史、古典与考古学院（University of Edinburgh School of History, Classics and Archaeology, SHCA）是爱丁堡大学艺术、人文与社会科学学院（College of Arts, Humanities & Social Sciences）下辖的学院之一。

## 学术
自1583年成立以来，爱丁堡大学一直教授古典學。学院拥有最古老的苏格兰史教席。多位著名考古学家毕业于此并任教。
爱丁堡大学历史、古典与考古学院从事历史学、古典学和考古学三个学科领域的教学和研究，下设现当代史研究中心、爱丁堡全球史中心和中世纪及文艺复兴研究中心。
学院共有150多名学术和行政人员以及大约600名研究生，本科生人数接近1500名，其中约四分之一是国际学生。

## 位置
爱丁堡大学历史、古典与考古学院目前位于Teviot Place上的旧医学院大楼的威廉·罗伯逊（William Robertson）翼楼。
在历史、古典和考古学院搬入大楼之前，西翼的内部在2009年至2010年期间耗资1,400万英镑进行了彻底翻新。宽敞通风的房间俯瞰着Middle Meadow Walk，现在是研究生学习场所和吉姆·麦克米伦屋——一个供教职员工和研究生使用的公共房间，以纪念学校前任校长而命名。其他新增设施包括几个考古实验室、高科技演讲厅、带有折叠式工作站的专用学习区和学校藏书室。
与这种现代性相对应的是学校大量藏品中的各种艺术品和手工艺品，包括古典铸件收藏中的雕像、考古展览和历史文献。这些装饰物装饰了整个建筑的许多走廊、学习空间和非正式会议区。

## 人物
- 戈登·布朗：前英国首相[3][4]
- 安珀·路德：前英国内政大臣[5]
- 戈登·柴尔德：澳大利亚考古学家[6]

## 刊物

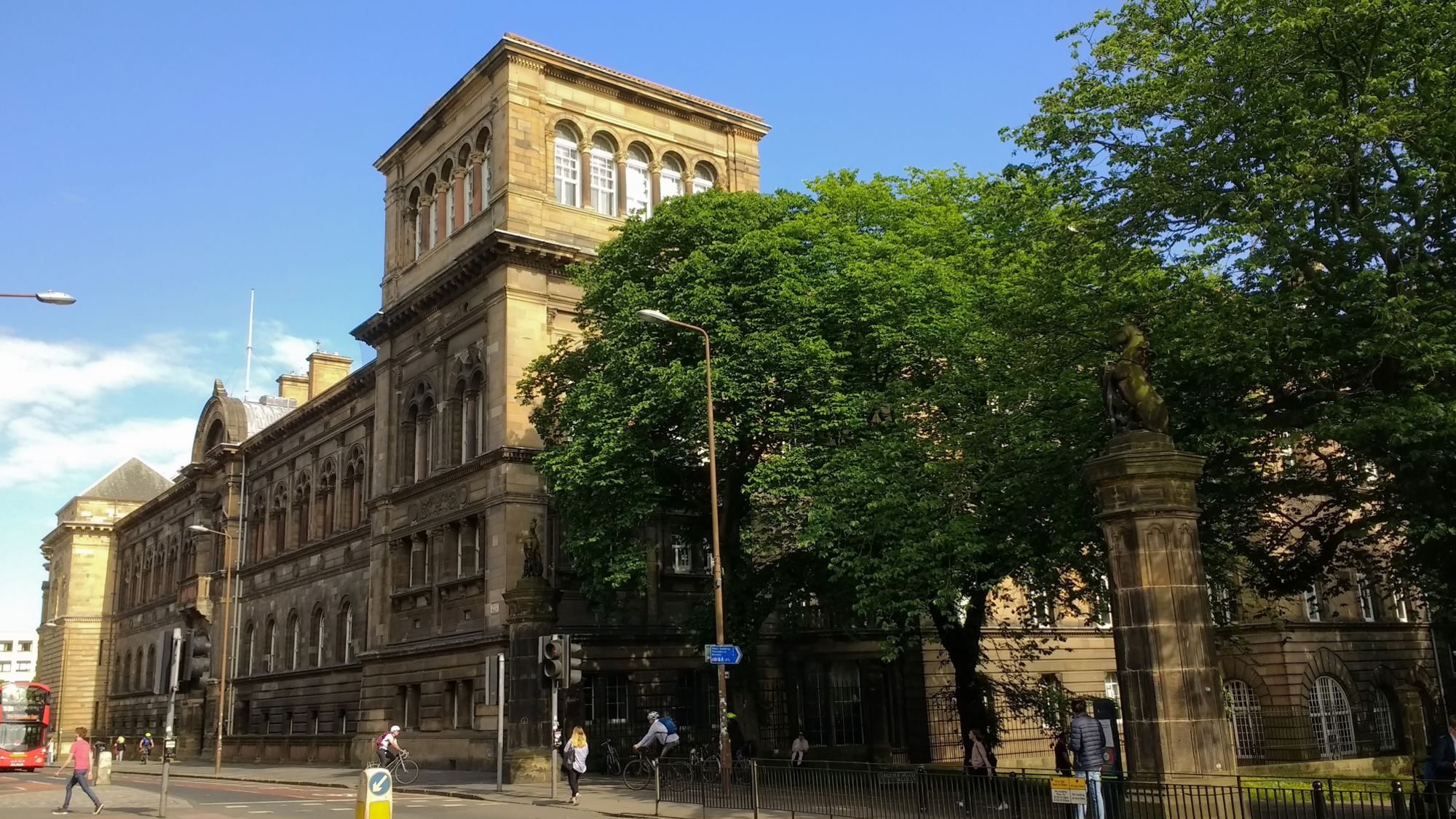
历史、古典与考古学院外景

爱丁堡大学历史、古典与考古学院目前出版《石器研究学刊》（Journal of Lithic Studies）。